# Golden Globe-galan 2006
Den 63:e upplagan av Golden Globe Awards, som belönade insatser inom TV och film från 2005, presenterades den 16 januari 2006 från Beverly Hilton Hotel i Beverly Hills, Kalifornien.

## Vinnare och nominerade
Vinnarna listas i fetstil.

### Filmer
| Bästa film - drama | Bästa film - musikal eller komedi |
| --- | --- |
| - Brokeback Mountain - The Constant Gardener - Good Night, and Good Luck. - A History of Violence - Match Point | - Walk the Line - Mrs. Henderson presenterar - Stolthet & fördom - The Producers - The Squid and the Whale |
| Bästa manliga huvudroll - drama | Bästa kvinnliga huvudroll - drama |
| - Philip Seymour Hoffman – Capote - Heath Ledger – Brokeback Mountain - Russell Crowe – Cinderella Man - David Strathairn – Good Night, and Good Luck. - Terrence Howard – Hustle & Flow | - Felicity Huffman – Transamerica - Maria Bello – A History of Violence - Zhang Ziyi – En geishas memoarer - Charlize Theron – North Country - Gwyneth Paltrow – Proof                                                            |
| Bästa manliga huvudroll - musikal eller komedi | Bästa kvinnliga huvudroll - musikal eller komedi |
| - Joaquin Phoenix – Walk the Line - Cillian Murphy – Breakfast on Pluto - Johnny Depp – Kalle och chokladfabriken - Pierce Brosnan – Matador - Nathan Lane – The Producers - Jeff Daniels – The Squid and the Whale | - Reese Witherspoon – Walk the Line - Sarah Jessica Parker – Välkommen till familjen - Judi Dench – Mrs. Henderson presenterar - Keira Knightley – Stolthet & fördom - Laura Linney – The Squid and the Whale                     |
| Bästa manliga biroll | Bästa kvinnliga biroll |
| - George Clooney – Syriana - Paul Giamatti – Cinderella Man - Matt Dillon – Crash - Bob Hoskins – Mrs. Henderson presenterar - Will Ferrell – The Producers | - Rachel Weisz – The Constant Gardener - Michelle Williams – Brokeback Mountain - Shirley MacLaine – I hennes skor - Scarlett Johansson – Match Point - Frances McDormand – North Country                                         |
| Bästa regi | Bästa manus |
| - Ang Lee – Brokeback Mountain - Fernando Meirelles – The Constant Gardener - George Clooney – Good Night, and Good Luck. - Peter Jackson – King Kong - Woody Allen – Match Point - Steven Spielberg – München | - Brokeback Mountain – Larry McMurtry och Diana Ossana - Crash – Paul Haggis och Robert Moresco - Good Night, and Good Luck. – George Clooney och Grant Heslov - Match Point – Woody Allen - München – Tony Kushner och Eric Roth |
| Bästa sång | Bästa musik |
| - "A Love That Will Never Grow Old" (Gustavo Santaolalla och Bernie Taupin) – Brokeback Mountain - "Christmas in Love" (Tony Renis och Marva Jan Marrow) – Christmas in Love - "Wunderkind" (Alanis Morissette) – Berättelsen om Narnia: Häxan och lejonet - "There's Nothing Like a Show on Broadway" (Mel Brooks) – The Producers - "Travelin' Thru" (Dolly Parton) – Transamerica | - En geishas memoarer – John Williams - Brokeback Mountain – Gustavo Santaolalla - Berättelsen om Narnia: Häxan och lejonet – Harry Gregson-Williams - King Kong – James Newton Howard - Syriana – Alexandre Desplat              |
| Bästa utländska film | |
| - Paradise Now (Palestina) - Fiendeland: En dag utan krig (Frankrike) - Kung Fu Hustle (Kina) - Tsotsi (Sydafrika) - The Promise (Kina) | |

### Television
| Bästa TV-serie - drama | Bästa TV-serie - musikal eller komedi |
| --- | --- |
| - Lost - Commander in Chief - Grey's Anatomy - Prison Break - Rome                                                                                                 | - Desperate Housewives - Simma lugnt, Larry! - Entourage - Everybody Hates Chris - My Name Is Earl - Weeds                                                                                   |
| Bästa manliga huvudroll i en TV-serie - drama | Bästa kvinnliga huvudroll i en TV-serie - drama |
| - Hugh Laurie – House - Kiefer Sutherland – 24 - Patrick Dempsey – Grey's Anatomy - Matthew Fox – Lost - Wentworth Miller – Prison Break                           | - Geena Davis – Commander in Chief - Kyra Sedgwick – The Closer - Patricia Arquette – Medium - Polly Walker – Rome - Glenn Close – The Shield                                                |
| Bästa manliga huvudroll i en TV-serie - musikal eller komedi | Bästa kvinnliga huvudroll i en TV-serie - musikal eller komedi |
| - Steve Carell – The Office - Larry David – Simma lugnt, Larry! - Jason Lee – My Name Is Earl - Zach Braff – Scrubs - Charlie Sheen – 2 1/2 män                    | - Mary-Louise Parker – Weeds - Marcia Cross – Desperate Housewives - Teri Hatcher – Desperate Housewives - Felicity Huffman – Desperate Housewives - Eva Longoria – Desperate Housewives     |
| Bästa manliga huvudroll i en miniserie eller TV-film | Bästa kvinnliga huvudroll i en miniserie eller TV-film |
| - Jonathan Rhys Meyers – Elvis - Donald Sutherland – Human Trafficking - Ed Harris – Empire Falls - Bill Nighy – Flickan på cafét - Kenneth Branagh – Warm Springs | - S. Epatha Merkerson – Lackawanna Blues - Mira Sorvino – Human Trafficking - Kelly Macdonald – Flickan på cafét - Halle Berry – Their Eyes Were Watching God - Cynthia Nixon – Warm Springs |
| Bästa manliga biroll i en TV-serie, miniserie eller TV-film | Bästa kvinnliga biroll i en TV-serie, miniserie eller TV-film |
| - Paul Newman – Empire Falls - Donald Sutherland – Commander in Chief - Randy Quaid – Elvis - Jeremy Piven – Entourage - Naveen Andrews – Lost                     | - Sandra Oh – Grey's Anatomy - Candice Bergen – Boston Legal - Camryn Manheim – Elvis - Elizabeth Perkins – Weeds - Joanne Woodward – Empire Falls                                           |
| Bästa miniserie eller TV-film | |
| - Empire Falls - Blackpool - Into the West - Sleeper Cell - Warm Springs - Lackawanna Blues                                                                        | |

### Cecil B. DeMille Award
- Anthony Hopkins